# Lidsing
Lidsing är en by i civil parish Boxley, i distriktet Maidstone, i grevskapet Kent, i England. Byn är belägen 7 km från Maidstone. Lidsing var en civil parish 1866–1913 när blev den en del av Gillingham. Civil parish hade 98 invånare år 1911.